# Conversations
Conversations. Archie Shepp Meets Kahil El'Zabar's Ritual Trio. – album muzyczny saksofonisty jazzowego Archie Sheppa, nagrany wraz z Kahil El'Zabar's Ritual Trio. Nagrania zarejestrowano 23 i 24 stycznia 1999, w Riverside Studios, Chicago, Illinois. CD wydała w 1999 wytwórnia Delmark Records. Płyta poświęcona została pamięci basisty Freda Hopkinsa, który zmarł w styczniu 1999.

## Muzycy
- Archie Shepp – saksofon tenorowy, fortepian (3)
- Ari Brown – fortepian, saksofon tenorowy (3, 6)
- Malachi Favors – kontrabas
- Kahil El'Zabar – perkusja

## Lista utworów
| 1. | "Conversation 1; The Introduction" (Kahil El'Zabar) | 8:08    |
|    |                                                     |         |
| 2. | "Big Fred" (Kahil El'Zabar)                         | 8:17    |
|    |                                                     |         |
| 3. | "Kari" (Kahil El'Zabar)                             | 8:26    |
|    |                                                     |         |
| 4. | "Whenever I Think Of You" (Ari Brown)               | 9:24    |
|    |                                                     |         |
| 5. | "Conversations 2; The Dialogue" (Kahil El'Zabar)    | 10:09   |
|    |                                                     |         |
| 6. | "Brother Malcolm" (Kahil El'Zabar)                  | 8:16    |
|    |                                                     |         |
| 7. | "Revelations" (Kahil El'Zabar)                      | 7:41    |
|    |                                                     |         |
|    |                                                     | 1:00:21 |
|    |                                                     |         |

## Informacje uzupełniające
- Producent wykonawczy – Robert G. Koester
- Inżynier dźwięku – Paul Serrano
- Projekt artystyczny – Al Brandtner
- Zdjęcia – Marc PoKempner